# Középső jura
A középső jura, vagy Európában használt másik nevén dogger a jura földtörténeti időszak három kora közül a második. 174,1 ± 0,1 millió évvel ezelőtt (mya) kezdődött, a kora jura kort követően és mintegy 163,5 ± 0,1 millió éve fejeződött be, a késő jura kor kezdetével.

## Tagolása
A középső jura a következő korszakokra tagolható a Nemzetközi Rétegtani Bizottság (International Commission on Stratigraphy, ICS) adatai alapján (az időben újabbtól a régebbi korszakig):
- Callovi korszak: 166,1 ± 1,2 – 163,5 ± 1,0 Ma
- Bathi korszak: 168,3 ± 1,3 – 166,1 ± 1,2 Ma
- Bajoci korszak: 170,3 ± 1,4 – 168,3 ± 1,3 Ma
- Aaleni korszak: 174,1 ± 1,0 – 170,3 ± 1,4 Ma

Kezdetét ammonitesz fosszíliák alapján állapították meg 2000-ben: a Leioceras nem legkisebb előfordulási gyakorisága alapján.

## Ősföldrajza
A középső jura idején vált szét Laurázsia és Gondwana őskontinensekre a Pangea szuperkontinens és ekkor jött létre a Pangaea feldarabolódásával az Atlanti-óceán.

## Élővilága
A középső jura korból származó belső-mongóliai kőzetrétegekből került elő például az a korai emlős maradvány, a mintegy 164 mya élt, vidrához hasonló, de kihalt Castorocauda lutrasimilis névre keresztelt állattól. Még a szőrzet maradványai is megőrződtek.